# Église Saint-Pierre-aux-Liens de Venray
L'église Saint-Pierre-aux-Liens de Venray est une église catholique située dans la ville de Venray aux Pays-Bas. 
C'est la plus grande église et la plus haute structure de la ville.
Elle est dédiée à Saint Pierre.

## Historique
La construction a commencé en 1450 en style gothique tardif.
L'église a été sévèrement endommagée durant la deuxième guerre mondiale. Les Allemands ont fait sauter la tour de 80 mètres de haut le 16 octobre 1944.  Le toit et la voûte de l'église se sont effondrés, l'orgue, les vitraux et une grande partie du mobilier de l'église ont été perdus.
La reconstruction s'est achevée en 1962 sous la direction de l'architecte Jules Kayser qui a reconstruit la tour dans un nouveau style.
La dernière restauration de l'église remonte à 1987.

## Dimensions
Les dimensions de l'édifice sont les suivantes, :

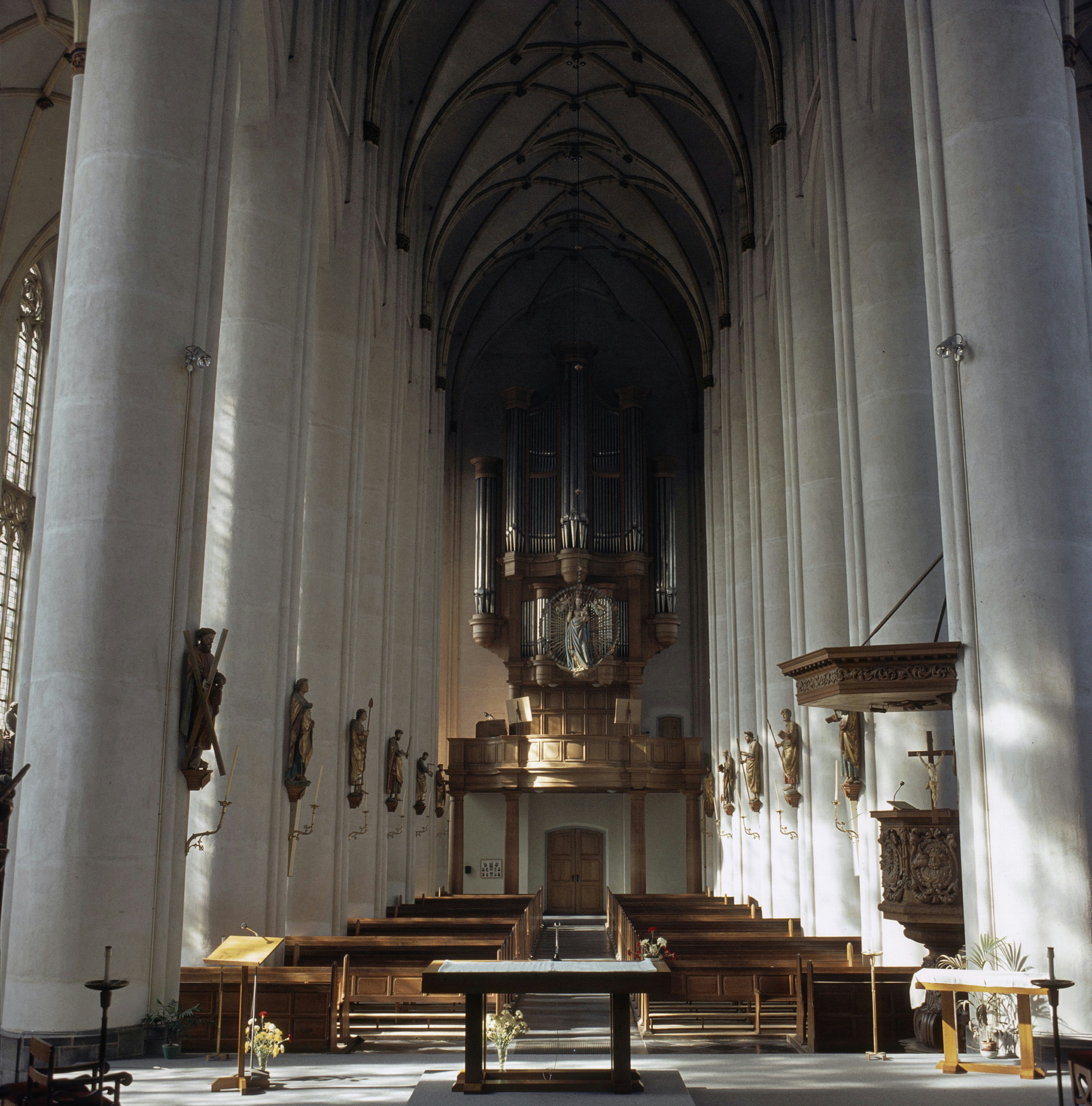
Intérieur de l'église

- Hauteur de la nef : 24,5 m
- Longueur : 60 m
- Hauteur de la tour : 79,8 m
- Largeur ; 24 m